# Wilhelm von Schoen
Wilhelm Eduard von Schoen (Worms, 3 giugno 1851 – Berchtesgaden, 24 aprile 1933) è stato un diplomatico tedesco.
Fu noto per essere stato l'ambasciatore tedesco a Parigi all'inizio della prima guerra mondiale. Fu anche ministro degli Esteri della Germania.

## Biografia
Von Schoen iniziò la carriera nell'esercito tedesco come ufficiale dei dragoni. Successivamente entrò, nel 1877, al servizio del ministero degli esteri tedesco. Nel corso della sua carriera diplomatica, ottenne posizioni di rilievo come quella di consigliere della rappresentanza diplomatica a Parigi (1888-1894) e la nomina ad ambasciatore tedesco a Copenaghen (1900-1905). Fu inoltre consigliere del principe Alfredo di Sassonia-Coburgo-Gotha.
Il 31 marzo 1905 accompagnò il kaiser Guglielmo II di Germania nella sua visita a Tangeri, episodio che portò alla prima crisi marocchina. Nello stesso 1905 fu inviato a San Pietroburgo qualche mese dopo la "Domenica di sangue" di gennaio che fece scoppiare la prima rivoluzione russa. Ministro degli Esteri a Berlino dall'ottobre 1907 al giugno 1910, successivamente venne nominato ambasciatore tedesco in Francia trasferendosi a Parigi e mantenendo l'incarico per quattro anni, fino alla Crisi di luglio e alla dichiarazione di guerra della Germania alla Francia, che consegnò lui stesso (3 agosto 1914). Subito dopo tornò in patria.
Nel 1909 aveva ottenuto il titolo di barone.

## Opere
- Der Nationalismus im Leben der Dritten Republik, Berlin 1920. (Mitautor)
- Erlebtes: Beiträge zur politischen Geschichte der neuesten Zeit, Stuttgart 1921.
- The Memoirs of an Ambassador. A Contribution to the Political History of Modern Times, London 1922,
- Mémoires (1900-1914), Paris 1922.
- Deutschland und die Schuldfrage, Berlin 1924.
- Kleiner Führer durch das Berchtesgadener Land, Berchtesgaden 1925.
- The German Declaration of War on France: The Question of Telegram Mutilations. Premier Poincaré versus Ambassador von Schoen, USA 1927.